# Carolina Darman
Carolina "Caro" Darman (Buenos Aires, 10 de junio de 1989, también ) es una actriz argentina de cine, teatro y televisión.

## Carrera
Nació en Buenos Aires, Argentina. A los 15 años comenzó su carrera profesional, trabajando en comerciales y videoclips. Se formó en Argentina con Augusto Fernandes y en Estados Unidos en el Lee Strasberg Theatre & Film Institute de Nueva York.
En teatro destaca su trabajo en las obras Mauritius de Theresa Rebeck, Los Lascia de Pablo Bellocchio, 25 millones de Lisandro Fiks, Melenita de Oro de Alberto Rodríguez Muñoz, entre otras.
En 2016 inicia su carrera televisiva en la miniserie de la TV Pública Las Palomas y las Bombas, sobre el bombardeo a Plaza de mayo de 1955. En 2017 participó en las dos  ficciones de Pol-ka Producciones Divina, está en tu corazón y Las Estrellas. En 2018 se traslada a la Ciudad de México y continúa trabajando en Por amar sin ley y en la tercera temporada de Rosario Tijeras, interpretando a Lucero.

## Filmografía
Televisión
- La Cabeza de Joaquín Murrieta (2023)
- Harina (2022)
- Torn From Her Arms (2021)
- Rosario Tijeras 3 (2019)
- Por amar sin ley (2019)
- Las Estrellas (2017)
- Divina, está en tu corazón (2017)
- Las Palomas y las Bombas (2016)

Cine
- Violent Striptease (2018)
- Colonia (2015)
- Para los amigos (2015)
- There Be Dragons (2011)

Teatro
- A Primera Vista
- 25 millones
- Los Lascia
- Melenita de Oro
- Mauritius (Isla Mauricio)
- Pitucones